# Ермезинда II (Люксембург)
Ермезинда II Люксембургска (на немски: Ermesinde II von Luxemburg, на френски: Ermesinde Ire de Luxembourg; * юли 1186, † 12 февруари 1247) е графиня на Люксембург, Ла Рош и Дюрбюи от 1197 до 1247 г.

## Живот
Тя е единствената дъщеря и наследник на Хайнрих IV Слепи, граф на Люксембург и на Намюр († 14 август 1196), и втората му съпруга Агнес, дъщеря на Хайнрих, граф на Гелдерн.
Понеже баща ѝ първо няма деца поставя за свой наследник племенника си Балдуин V от Хенегау. След раждането на Ермезинда той анулира предишното си нареждане за наследството. За да я пази баща ѝ я сгодява на 2-годишна възраст за Хайнрих II, граф на Шампан.
По-голямата част на младежките си години Ермезинда прекарва във Франция. Хайнрих II, който планува участие в кръстоносен поход, се отказва от годежа.
Ермезинда се омъжва през 1197 г. за Теобалд I (1158 – 1214), граф на Бар от Дом Скарпон. Теобалд умира на 13 февруари 1214 г. и Ермезинда, на 27 години, се омъжва през май 1214 г. за Валрам IV (1175 – 1226), херцог на Лимбург от Дом Лимбург-Арлон.
Ермезинда, два пъти вдовица, управлява Люксембург още 21 години. До смъртта си през 1247 г. тя увеличава графството три пъти по големина. Тя е много религиозна и основава няколко манастира. Погребана е в основаното от нея абатство Клерфонтейн при Арлон.

## Деца
От брака си с Теобалд има децата:
- Ренод († пр.1214), господар на Брией
- дъщеря († 1214)
- Елизабет († 1262), омъжена пр. 1214 за Валрам II господар на Моншау († 1242).
- Маргарета, омъжена за Хуго III († 1243), граф на Водемон, и за Хенри дьо Бюи, регент на Водемон.

От брака си с Валрам IV има децата:
- Хайнрих V Русия (* 1216, † 1281), граф на Люксембург, Ла Рош и маркграф на Арлон (1247 – 1281), граф на Намюр (1256 – 1264), основател на династията Лимбург-Люксембурги
- Герхард (* 1223, † 1276), граф на Дюрбюи
- Катарина (* 1215, † 18 април 1255), омъжена 1225 г. за Матиас II († 1251), херцог на Лотарингия (Дом Шатеноа).